# Mario Casas
Mario Casas Sierra (La Coruña, 12 de junio de 1986) es un actor y director de cine español ganador de Goya a mejor actor protagonista por la película No matarás (2020). Se dio a conocer en las series de televisión Sin miedo a soñar (2006-2007) y Los hombres de Paco (2007-2010) y en la película Tres metros sobre el cielo (2010).

## Biografía
Mario Casas Sierra nació el 12 de junio de 1986 en La Coruña, Galicia, España, pero su juventud transcurre entre Martorell y Esparraguera, localidades de Cataluña, España. Es el hijo mayor de Ramón Casas y Heidi Sierra y hermano del también actor Óscar Casas, así como de Christian, Sheila y Daniel. Antes de dedicarse a la interpretación, realizó apariciones esporádicas en anuncios de marcas como Telepizza o Renfe.

## Trayectoria profesional
Tras muchos años trabajando en papeles menores en 2006 logró un personaje fijo en la serie juvenil SMS. Ese mismo año, debutó en el cine de la mano de Antonio Banderas, que le dio la oportunidad de participar en El camino de los ingleses. Aun así sus primeros papeles notables en la gran pantalla no le llegaron hasta 2009 con Fuga de cerebros y Mentiras y gordas. Ambas consiguieron buenos datos en taquilla.

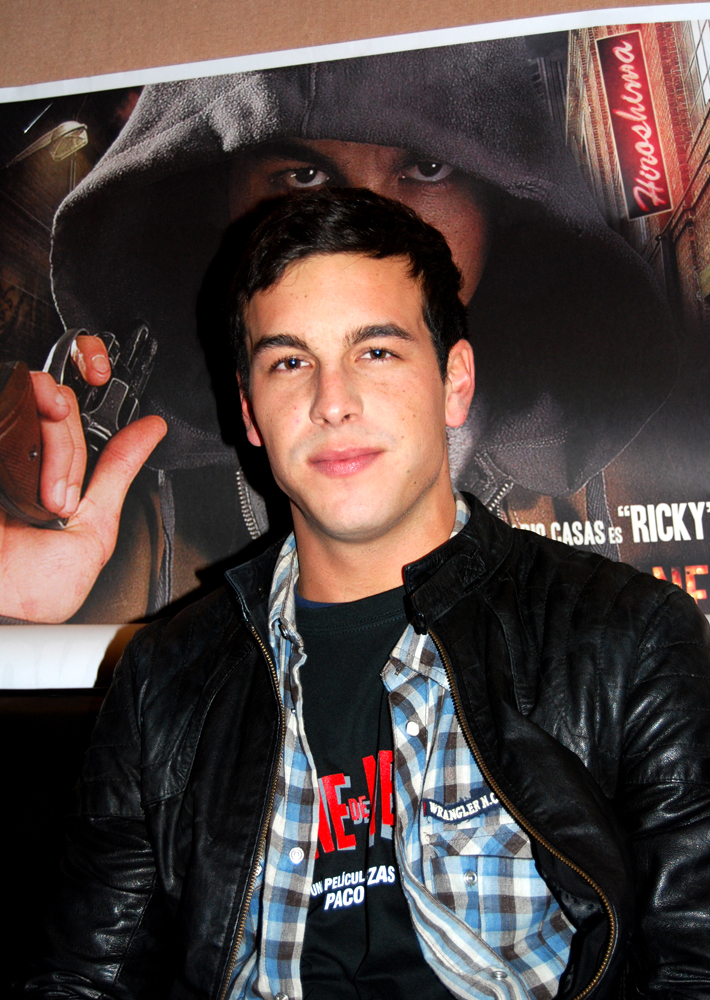
Casas durante la presentación de Carne de neón.

Tras finalizar su participación en la serie Los hombres de Paco, donde encarnó durante seis temporadas (2007-2010) al policía Aitor Carrasco, el 3 de diciembre de 2010 estrenó la adaptación cinematográfica de Tres metros sobre el cielo. El estreno confirmó el tirón popular del joven actor en la gran pantalla y derivó en una secuela titulada Tengo ganas de ti que se estrenó el 22 de junio de 2012. A continuación de la exitosa 3MSC estrenó la película Carne de neón, dirigida por Paco Cabezas, Mario interpretaba al protagonista de la cinta, Ricky, un joven con problemas sociales que se reencontraría con su madre (Ángela Molina) después de que esta saliera de la cárcel. También en 2012 protagonizó Grupo 7 de Alberto Rodríguez donde interpretó un personaje muy alejado de los de las anteriores películas, que estaban más enfocadas hacia un público adolescente.
Desde enero de 2012 hasta febrero de 2013 protagonizó, junto a Blanca Suárez y Juanjo Artero, la serie El barco. En mayo de 2013 llega a los cines La Mula, rodada cuatro años antes, en 2009. Gracias a esta cinta obtuvo la Biznaga de Plata al mejor actor protagonista en el Festival de cine de Málaga. El 27 de septiembre de 2013 estrenó Las brujas de Zugarramurdi, donde estuvo acompañado por Hugo Silva y Pepón Nieto, entre otros.
En verano de 2013 rodó entre Malasia y Los Ángeles su primera película en inglés (estrenada en algunos cines de Estados Unidos, y en Itunes en 2015), titulada Edén, del director Shyam Madiraju. En ella, interpretó al portero de un equipo de fútbol llamado Félix. Ese mismo año, durante 2014 participó en su segundo proyecto internacional llamado Los 33 (The 33), en la que interpreta a un minero chileno que se queda atrapado en una mina, una historia basada en el derrumbe de la mina San José, en Chile, ocurrido en 2010, en esta cinta ha compartido reparto con Juliette Binoche, Antonio Banderas, Martin Sheen, Rodrigo Santoro y James Brolin entre otros. Estrenada ya en países como Chile, México o Estados Unidos, aunque no hay de momento fecha de estreno en España. En diciembre de ese mismo año estrenó la película Ismael, dirigida por Marcelo Piñeyro, donde Mario interpretá a un joven padre que conoce a su hijo de 8 años por primera vez.
En diciembre de 2015 llega el estreno de Palmeras en la nieve, rodada entre julio de 2014 y enero de 2015, consiguiendo el puesto número 1 en taquilla, superando a Star Wars: Episodio VII - El despertar de la Fuerza.
En el primer semestre de 2015 inició los rodajes de Toro película de Kike Maillo junto a Luis Tosar, interpretando al personaje que da nombre a la película, y de Mi gran noche de Álex de la Iglesia, junto con el cantante Raphael. En octubre de 2015 Mario inicia el rodaje de la película Contratiempo (The Invisible Guest en el mercado internacional), junto a Bárbara Lennie, Ana Wagener y José Coronado, donde Mario se mete en la piel de Adrián Doria, que se estrenó el 6 de enero de 2017. Un mes después de estrenar Contratiempo se estrenó su tercera película con Álex de La Iglesia,El bar, donde Mario interpretó el personaje de Nacho.
En 2017 rodó la película Bajo la piel de lobo dando vida a su protagonista, llamado Martinon, que se estrenó el 9 de marzo de 2018. A finales del mismo año también rodó la película El fotógrafo de Mauthausen, un biopic del fotógrafo de la Segunda Guerra Mundial Francesc Boix, donde Mario interpreta el papel de Boix. Para este papel, adelgazó alrededor de 12 kilos para dotar de realismo su interpretación.
El 10 de mayo de 2019 estrenó la serie Instinto. En su vuelta a la televisión tras seis años, interpreta a Marco Mur, un empresario que tiene un trastorno desde su infancia por lo que le cuesta mantener relaciones personales con las mujeres. En el proyecto comparte papel con su hermano (también en la ficción), Oscar Casas. En 2020 protagonizó dos largometrajes para Netflix: Hogar y El practicante. En octubre de 2020 protagonizó la película de David Victori No matarás, junto a Milena Smit, por la cual fue galardonado con el Premio Goya a la mejor interpretación masculina protagonista y con el Premio Feroz al mejor actor protagonista.
En 2021 volvió a televisión protagonizando la serie de Netflix El inocente, creada por Oriol Paulo y donde interpretó a Mateo Vidal. También participó en el regreso de las serie Los hombres de Paco para Antena 3. A finales de 2021 se anunció su papel protagónico para la adaptación de la película Bird Box de Netflix: Bird Box Barcelona, estrenada en julio de 2023 en la plataforma.
A mediados de 2022 se conoció que debutaría como director en la película Mi soledad tiene alas, en la que también ha intervenido como guionista. El rodaje comenzó en el último semestre de ese mismo año con su hermano Óscar Casas como protagonista y con el mundo del grafiti como tema principal. El 25 de agosto de 2023 se estrenó la película Mi soledad tiene alas. A su vez, rodó el filme Escape, dirigida por Rodrigo Cortés y producida por el director estadounidense Martin Scorsese, donde interpreta al principal protagonista: Ene La película tuvo su estreno el 31 de octubre de 2024 y recibió elogios por parte de la crítica, especialmente por la interpretación de Casas.
A mediados de 2024 se anunció que Casas se encontraba en el rodaje de una película romántica titulada El secreto del orfebre, dirigida por Olga Osorio, la cual protagoniza junto a Michelle Jenner, volviendo al género romántico después de diez años (Palmeras en la nieve, 2015). La película se estrenó en febrero de 2025. Un mes después, presentó en el Festival de Cine de Málaga la película Muy lejos, dirigida por Gerard Oms, y por la que obtuvo la Biznaga de Plata al mejor actor. También tiene pendiente de estreno la cinta internacional de Prime Video dirigida por Dani de la Torre: Zeta, en la que interpreta a un agente del CNI que tiene que descubrir la verdad sobre una misión del pasado.

## Vida personal
Entre 2010 y 2014 mantuvo una relación con la actriz María Valverde, con la que protagonizó las películas Tres metros sobre el cielo y Tengo ganas de ti. Tras el rodaje de la película de Palmeras en la nieve, Mario y Berta Vázquez entablaron una relación sentimental hasta el 2016. En marzo de 2018 se hizo pública su relación con Blanca Suárez, actriz con la que Mario mantiene una buena amistad por más de 13 años, y con quien coincidió en varios proyectos como El barco, Mi gran noche y El bar de Álex de la Iglesia.

## Filmografía
| Año  | Título                     | Personaje               | Director                        | Notas                |
| ---- | -------------------------- | ----------------------- | ------------------------------- | -------------------- |
| 2006 | El camino de los ingleses  | Moratalla               | Antonio Banderas                |                      |
| 2007 | Sintonía diario Pop        | Iván                    | Guillermo Mieza                 | Cortometraje         |
| 2009 | Fuga de cerebros           | Emilio Carbajosa Benito | Fernando González Molina        |                      |
| 2009 | Mentiras y gordas          | Toni                    | Alfonso Albacete y David Menkes |                      |
| 2009 | Paco                       | Paco                    | Jorge Roelas                    | Cortometraje         |
| 2010 | Tres metros sobre el cielo | Hugo «Hache» Olivera    | Fernando González Molina        |                      |
| 2010 | Dinero fácil               | Jaime                   | Carlos Montero                  | Cortometraje         |
| 2010 | La wikipeli: miedo         | Sergio                  | Jaume Balagueró                 | Cortometraje         |
| 2011 | Carne de neón              | Ricky                   | Paco Cabezas                    |                      |
| 2012 | Tengo ganas de ti          | Hugo «Hache» Olivera    | Fernando González Molina        |                      |
| 2012 | Grupo 7                    | Ángel Lares Pacheco     | Alberto Rodríguez               |                      |
| 2013 | Ismael                     | Félix Ambrose           | Marcelo Piñeyro                 |                      |
| 2013 | Las brujas de Zugarramurdi | Antonio «Tony»          | Álex de la Iglesia              |                      |
| 2013 | La mula                    | Juan Castro Perez       | Michael Radford                 |                      |
| 2014 | Edén                       | Félix Arella            | Shyam Madiraju                  |                      |
| 2014 | A lonely sun story         | Óscar                   | Juanma Suárez                   | Cortometraje         |
| 2015 | Palmeras en la nieve       | Kilian de Rabaltué      | Fernando González Molina        |                      |
| 2015 | Mi gran noche              | Adanne                  | Álex de la Iglesia              |                      |
| 2015 | Los 33                     | Álex Vega               | Patricia Riggen                 |                      |
| 2016 | Toro                       | Christian Toro          | Kike Maíllo                     |                      |
| 2017 | Contratiempo               | Adrián Doria            | Oriol Paulo                     |                      |
| 2017 | El bar                     | Nacho                   | Álex de la Iglesia              |                      |
| 2018 | Bajo la piel de lobo       | Martinon                | Samu Fuentes                    |                      |
| 2018 | El fotógrafo de Mauthausen | Francesc Boix           | Mar Targarona                   |                      |
| 2019 | Adiós                      | Juan Santos             | Paco Cabezas                    |                      |
| 2020 | Hogar                      | Tomás                   | David Pastor y Álex Pastor      |                      |
| 2020 | El practicante             | Ángel Hernández         | Carles Torras                   |                      |
| 2020 | No matarás                 | Daniel «Dani» Aranda    | David Victori                   |                      |
| 2021 | Amor a primera vista       | Él mismo                | Ian Pons Jewell                 | Cortometraje         |
| 2023 | Bird Box Barcelona         | Sebastián               | David Pastor y Álex Pastor      |                      |
| 2023 | Mi soledad tiene alas      | —                       | Él mismo                        | Director y guionista |
| 2024 | Escape                     | Ene                     | Rodrigo Cortés                  |                      |
| 2025 | El secreto del orfebre     | Juan Pablo              | Olga Osorio                     |                      |
| 2025 | Muy lejos                  | Sergio                  | Gerard Oms                      |                      |

| Año       | Título              | Personaje                | Notas                                          |
| --------- | ------------------- | ------------------------ | ---------------------------------------------- |
| 2005      | Motivos personales  | Chico                    | 1 episodio                                     |
| 2005      | Obsesión            | Nicolás «Nico» Castillo  | Elenco secundario; 20 episodios                |
| 2006-2007 | SMS                 | Javier «Javi» Llorens    | Elenco principal; 184 episodios                |
| 2007-2010 | Los hombres de Paco | Aitor Carrasco Menéndez  | Elenco principal; 78 episodios (temporada 3–9) |
| 2011-2013 | El barco            | Ulises Garmendia         | Elenco principal; 39 episodios                 |
| 2018      | Paquita Salas       | Él mismo                 | 1 episodio (cameo)                             |
| 2019      | Instinto            | Marco Mur Seco           | Protagonista; 8 episodios                      |
| 2021      | El inocente         | Mateo «Mat» Vidal Rivera | Protagonista; 8 episodios                      |
| 2021      | Los hombres de Paco | Aitor Carrasco Menéndez  | Invitado; 1 episodio (temporada 10, cameo)     |

## Premios y nominaciones

### Premios anuales
| Año  | Categoría                 | Trabajo nominado           | Resultado | Ref.   |
| ---- | ------------------------- | -------------------------- | --------- | ------ |
| 2010 | Mejor actor de cine       | Tres metros sobre el cielo | Nominado  |        |
| 2011 | Mejor actor de televisión | El barco                   | Nominado  |        |
| 2012 | Mejor actor de cine       | Grupo 7                    | Ganador   |        |
| 2013 | Mejor actor de cine       | Las brujas de Zugarramurdi | Nominado  |        |
| 2015 | Mejor actor de cine       | Palmeras en la nieve       | Ganador   |        |
| 2018 | Mejor actor de cine       | El fotógrafo de Mauthausen | Nominado  |        |
| 2019 | Mejor actor de cine       | Adiós                      | Nominado  |        |
| 2020 | Mejor actor de cine       | No matarás                 | Ganador   |        |
| 2025 | Mejor actor de cine       | Escape                     | Nominado  | [ 33 ] |

| Año  | Categoría              | Trabajo nominado | Resultado | Ref.   |
| ---- | ---------------------- | ---------------- | --------- | ------ |
| 2013 | Mejor actor            | La mula          | Nominado  | [ 34 ] |
| 2016 | Mejor actor secundario | Mi gran noche    | Nominado  |        |

| Año  | Categoría                 | Trabajo nominado  | Resultado | Ref. |
| ---- | ------------------------- | ----------------- | --------- | ---- |
| 2012 | Mejor actor de cine       | Tengo ganas de ti | Ganador   |      |
| 2012 | Mejor actor de televisión | El barco          | Nominado  |      |
| 2013 | Mejor actor de cine       | La mula           | Ganador   |      |
| 2013 | Mejor actor de televisión | El barco          | Ganador   |      |
| 2014 | Mejor actor de cine       | Ismael            | Ganador   |      |

| Año  | Categoría         | Trabajo nominado           | Resultado | Ref.   |
| ---- | ----------------- | -------------------------- | --------- | ------ |
| 2011 | Mejor nuevo actor | Tres metros sobre el cielo | Ganador   | [ 35 ] |

| Año  | Categoría                              | Trabajo nominado | Resultado | Ref.   |
| ---- | -------------------------------------- | ---------------- | --------- | ------ |
| 2021 | Mejor interpretación masculina en cine | No matarás       | Nominado  | [ 36 ] |
| 2024 | Mejor interpretación masculina en cine | Escape           | Nominado  | [ 37 ] |

| Año  | Categoría                | Trabajo nominado           | Resultado | Ref. |
| ---- | ------------------------ | -------------------------- | --------- | ---- |
| 2014 | Mejor actor de reparto   | Las brujas de Zugarramurdi | Ganador   |      |
| 2014 | Mejor actor protagonista | La mula                    | Nominado  |      |
| 2016 | Mejor actor de reparto   | Mi gran noche              | Ganador   |      |
| 2021 | Mejor actor protagonista | No matarás                 | Ganador   |      |

| Año  | Categoría                | Trabajo nominado           | Resultado | Ref.   |
| ---- | ------------------------ | -------------------------- | --------- | ------ |
| 2019 | Mejor actor protagonista | El fotógrafo de Mauthausen | Nominado  |        |
| 2021 | Mejor actor protagonista | No matarás                 | Ganador   | [ 38 ] |

| Año  | Categoría                                   | Trabajo nominado | Resultado | Ref.   |
| ---- | ------------------------------------------- | ---------------- | --------- | ------ |
| 2021 | Mejor interpretación masculina protagonista | No matarás       | Ganador   | [ 39 ] |

| Año  | Categoría           | Trabajo nominado | Resultado | Ref.   |
| ---- | ------------------- | ---------------- | --------- | ------ |
| 2020 | Mejor actor del año | El practicante   | Ganador   | [ 40 ] |

| Año  | Categoría      | Trabajo nominado | Resultado | Ref.   |
| ---- | -------------- | ---------------- | --------- | ------ |
| 2012 | Actor del año  | Trayectoria      | Ganador   |        |
| 2016 | Hombre del año | Él mismo         | Ganador   | [ 41 ] |

| Año  | Categoría                 | Trabajo nominado | Resultado | Ref.   |
| ---- | ------------------------- | ---------------- | --------- | ------ |
| 2011 | Mejor actor de televisión | El barco         | Ganador   | [ 42 ] |

| Año  | Categoría                        | Trabajo nominado | Resultado | Ref.   |
| ---- | -------------------------------- | ---------------- | --------- | ------ |
| 2020 | Mejor actor en película española | No matarás       | Ganador   | [ 43 ] |

| Año  | Categoría                    | Trabajo nominado  | Resultado | Ref.   |
| ---- | ---------------------------- | ----------------- | --------- | ------ |
| 2009 | Mejor interpretación de cine | Mentiras y gordas | Nominado  | [ 44 ] |

| Año  | Categoría              | Trabajo nominado    | Resultado | Ref. |
| ---- | ---------------------- | ------------------- | --------- | ---- |
| 2011 | Mejor actor revelación | Los hombres de Paco | Nominado  |      |

### Festivales
| Año  | Categoría                 | Trabajo nominado | Resultado | Ref.   |
| ---- | ------------------------- | ---------------- | --------- | ------ |
| 2012 | Premio ciudad de Alicante | Trayectoria      | Ganador   | [ 45 ] |

| Año  | Categoría   | Trabajo nominado | Resultado | Ref. |
| ---- | ----------- | ---------------- | --------- | ---- |
| 2016 | Trayectoria | Trayectoria      | Ganador   |      |

| Año  | Categoría                                         | Trabajo nominado                   | Resultado | Ref. |
| ---- | ------------------------------------------------- | ---------------------------------- | --------- | ---- |
| 2009 | Premio talento joven (ex aequo Alexandra Jiménez) | Mentiras y gordas Fuga de cerebros | Ganador   |      |
| 2010 | Premio talento joven                              | Tres metros sobre el cielo         | Ganador   |      |

| Año  | Categoría   | Trabajo nominado | Resultado | Ref. |
| ---- | ----------- | ---------------- | --------- | ---- |
| 2014 | Trayectoria | Trayectoria      | Ganador   |      |

| Año  | Categoría                | Trabajo nominado | Resultado | Ref.   |
| ---- | ------------------------ | ---------------- | --------- | ------ |
| 2013 | Mejor actor protagonista | La mula          | Ganador   |        |
| 2025 | Mejor actor protagonista | Muy lejos        | Ganador   | [ 46 ] |

| Año  | Categoría   | Trabajo nominado | Resultado | Ref.   |
| ---- | ----------- | ---------------- | --------- | ------ |
| 2011 | Mejor actor | Dinero fácil     | Finalista | [ 47 ] |

| Año  | Categoría   | Trabajo nominado | Resultado | Ref.   |
| ---- | ----------- | ---------------- | --------- | ------ |
| 2011 | Mejor actor | Dinero fácil     | Ganador   | [ 48 ] |

| Año  | Categoría                                     | Trabajo nominado  | Resultado | Ref. |
| ---- | --------------------------------------------- | ----------------- | --------- | ---- |
| 2009 | Mejor interpretación (ex aequo Ana Polvorosa) | Mentiras y gordas | Ganador   |      |

| Año  | Categoría                | Trabajo nominado | Resultado | Ref.   |
| ---- | ------------------------ | ---------------- | --------- | ------ |
| 2013 | Premio ciudad de Melilla | Trayectoria      | Ganador   | [ 49 ] |